# Lipomeningomyelozele
Die Lipomeningomyelozele (LMM) ist eine Sonderform einer Dysraphie (Meningomyelozele, MMC) mit zusätzlich bestehendem spinalen Lipom. Die Fettanteile überschreiten die lumbodorsale Faszie mit Verlagerung der Dura mater und infiltrieren Teile des Konus und/oder des Filum terminale. Dadurch können sie sowohl die operative Lösung der Neuralplatte erschweren als auch eine zusätzliche Ursache eines Tethering darstellen.
Die Abkürzung „LMM“ wurde im Jahre 1971 von H. M. Rogers'und Mitarbeitern verwendet.
Die Bezeichnung „Lipomeningomyelozele“ stammt auch dem Jahre 1997 von A. Pierre-Kahn und Mitarbeitern.

## Einteilung
Für das operative Vorgehen und dessen Erfolg ist die Stelle der Anhaftung des Lipomes an den Konus und die darauf bezogene Position der hinteren Nervenwurzeln entscheidend.
Darauf basiert die modifizierte Klassifikation nach Chapman.
- Dorsale Form mit Anhaftung am in den Duraldefekt übergehenden Konus und weiter nach kaudal reichendem Duralsack
- Kaudale Form mit Übergang des kolbig Aufgetriebenen Konus in das Lipom
- Intermediäre Form als Mischform dieser beiden.

## Diagnose
Der Nachweis fetthaltiger Anteile der MMC kann bereits kurz nach Geburt mittels Sonografie erfolgen, das genauere Ausmaß wird mittels Kernspintomographie festgestellt.